# Ivan Mišković
Ivan Mišković - Brk, hrvaški general in obveščevalec * 24. oktober 1920, † (2024 še živ!)

## Življenjepis
Leta 1935 je postal član SKOJ in leta 1941 član KPJ. Med vojno je bil politični komisar več enot.
Po vojni je bil med drugim tudi posebni svetovalec Tita za varnostna vprašanja in načelnik KOS-a (vojaške protiobveščevalne službe JLA). Leta 1973 so ga odstranili s te funkcije zaradi domnevno prevelikega vpliva na Tita oz. spletkarjenja Jovanke Broz.